# 6862 Virgiliomarcon
6862 Virgiliomarcon è un asteroide della fascia principale del diametro medio di circa 27,92 km. Scoperto nel 1991, presenta un'orbita caratterizzata da un semiasse maggiore pari a 3,1740183 UA e da un'eccentricità di 0,0241241, inclinata di 12,09690° rispetto all'eclittica.
L'asteroide è dedicato al creatore di telescopi italiano Virgilio Marcon.